# Coupe de France
För andra betydelser, se Coupe de France (olika betydelser).
Coupe de France, eller Coupe Charles Simon, är en fransk fotbollscup, organiserad av Frankrikes fotbollsförbund. Första cupen spelades säsongen 1917/1918.

## Finalresultat
| Datum         | Vinnare                                                                                  | Tvåa                                                                                     | Resultat                                                                                 | Arena                                                                                    | Publik                                                                                   |
| ------------- | ---------------------------------------------------------------------------------------- | ---------------------------------------------------------------------------------------- | ---------------------------------------------------------------------------------------- | ---------------------------------------------------------------------------------------- | ---------------------------------------------------------------------------------------- |
| 5 maj 1918    | Olympique de Pantin                                                                      | FC Lyon                                                                                  | 3–0                                                                                      | Rue Olivier-de-Serres                                                                    | 2 000                                                                                    |
| 6 april 1919  | CASG Paris                                                                               | Olympique de Pantin                                                                      | 3–2 öt                                                                                   | Parc des Princes                                                                         | 10 000                                                                                   |
| 9 maj 1920    | CA Paris                                                                                 | Le Havre AC                                                                              | 2–1                                                                                      | Stade Bergeyre                                                                           | 7 000                                                                                    |
| 24 april 1921 | Red Star                                                                                 | Olympique de Pantin                                                                      | 2–1                                                                                      | Stade Pershing                                                                           | 18 000                                                                                   |
| 7 maj 1922    | Red Star                                                                                 | Stade Rennais                                                                            | 2–0                                                                                      | Stade Pershing                                                                           | 25 000                                                                                   |
| 6 maj 1923    | Red Star                                                                                 | FC Sète                                                                                  | 4–2                                                                                      | Stade Pershing                                                                           | 20 000                                                                                   |
| 13 april 1924 | Olympique de Marseille                                                                   | FC Sète                                                                                  | 3–2 öt                                                                                   | Stade Pershing                                                                           | 29 000                                                                                   |
| 10 maj 1925   | CASG Paris                                                                               | FC Rouen                                                                                 | 1–1 öt                                                                                   | Colombes                                                                                 | 18 000                                                                                   |
| 10 maj 1925   | CASG Paris                                                                               | FC Rouen                                                                                 | 3–2 Omspel                                                                               | Colombes                                                                                 | 18 000                                                                                   |
| 9 maj 1926    | Olympique de Marseille                                                                   | AS Valentigney                                                                           | 4–1                                                                                      | Colombes                                                                                 | 26 000                                                                                   |
| 6 maj 1927    | Olympique de Marseille                                                                   | US Quevilly                                                                              | 3–0                                                                                      | Colombes                                                                                 | 23 800                                                                                   |
| 6 maj 1928    | Red Star                                                                                 | CA Paris                                                                                 | 3–1                                                                                      | Colombes                                                                                 | 30 000                                                                                   |
| 5 maj 1929    | Montpellier Hérault SC                                                                   | FC Sète                                                                                  | 2–0                                                                                      | Colombes                                                                                 | 25 000                                                                                   |
| 27 april 1930 | FC Sète                                                                                  | RC Paris                                                                                 | 3–1 öt                                                                                   | Colombes                                                                                 | 35 000                                                                                   |
| 3 maj 1931    | Club Français                                                                            | Montpellier Hérault SC                                                                   | 3–0                                                                                      | Colombes                                                                                 | 30 000                                                                                   |
| 24 april 1932 | AS Cannes                                                                                | RC Roubaix                                                                               | 1–0                                                                                      | Colombes                                                                                 | 36 143                                                                                   |
| 7 maj 1933    | Excelsior Athlétic Club de Roubaix                                                       | RC Roubaix                                                                               | 3–1                                                                                      | Colombes                                                                                 | 33 000                                                                                   |
| 6 maj 1934    | FC Sète                                                                                  | Olympique de Marseille                                                                   | 2–1                                                                                      | Colombes                                                                                 | 40 600                                                                                   |
| 5 maj 1935    | Olympique de Marseille                                                                   | Stade Rennais                                                                            | 3–0                                                                                      | Colombes                                                                                 | 40 008                                                                                   |
| 3 maj 1936    | RC Paris                                                                                 | FCO Charleville (Nivå 2)                                                                 | 1–0                                                                                      | Colombes                                                                                 | 39 725                                                                                   |
| 9 maj 1937    | FC Sochaux                                                                               | RC Strasbourg                                                                            | 2–1                                                                                      | Colombes                                                                                 | 39 538                                                                                   |
| 8 maj 1938    | Olympique de Marseille                                                                   | FC Metz                                                                                  | 2–1 öt                                                                                   | Parc des Princes                                                                         | 33 044                                                                                   |
| 14 maj 1939   | RC Paris                                                                                 | Lille OSC                                                                                | 3–1                                                                                      | Colombes                                                                                 | 52 431                                                                                   |
| 5 maj 1940    | RC Paris                                                                                 | Olympique de Marseille                                                                   | 2–1                                                                                      | Parc des Princes                                                                         | 25 969                                                                                   |
| 25 maj 1941   | Girondins de Bordeaux                                                                    | SC Fives                                                                                 | 2–0                                                                                      | Saint-Ouen                                                                               | 15 230                                                                                   |
| 17 maj 1942   | Red Star                                                                                 | FC Sète                                                                                  | 2–0                                                                                      | Colombes                                                                                 | 40 000                                                                                   |
| 22 maj 1943   | Olympique de Marseille                                                                   | Girondins de Bordeaux                                                                    | 2–2 öt                                                                                   | Colombes                                                                                 | 32 500                                                                                   |
| 22 maj 1943   | Olympique de Marseille                                                                   | Girondins de Bordeaux                                                                    | 4–0 Omspel                                                                               | Colombes                                                                                 | 32 212                                                                                   |
| 7 maj 1944    | Équipe fédérale Nancy-Lorraine                                                           | Équipe fédérale Reims-Champagne                                                          | 4–0                                                                                      | Parc des Princes                                                                         | 31 995                                                                                   |
| 6 maj 1945    | RC Paris                                                                                 | Lille OSC                                                                                | 3–0                                                                                      | Colombes                                                                                 | 49 983                                                                                   |
| 26 maj 1946   | Lille OSC                                                                                | Red Star                                                                                 | 4–2                                                                                      | Colombes                                                                                 | 59 692                                                                                   |
| 11 maj 1947   | Lille OSC                                                                                | RC Strasbourg                                                                            | 2–0                                                                                      | Colombes                                                                                 | 59 852                                                                                   |
| 10 maj 1948   | Lille OSC                                                                                | RC Lens (Nivå 2)                                                                         | 3–2                                                                                      | Colombes                                                                                 | 60 739                                                                                   |
| 8 maj 1949    | RC Paris                                                                                 | Lille OSC                                                                                | 5–2                                                                                      | Colombes                                                                                 | 61 473                                                                                   |
| 14 maj 1950   | Stade de Reims                                                                           | RC Paris                                                                                 | 2–0                                                                                      | Colombes                                                                                 | 61 722                                                                                   |
| 6 maj 1951    | RC Strasbourg                                                                            | Valenciennes FC (Nivå 2)                                                                 | 3–0                                                                                      | Colombes                                                                                 | 61 492                                                                                   |
| 4 maj 1952    | OGC Nice                                                                                 | Girondins de Bordeaux                                                                    | 5–3                                                                                      | Colombes                                                                                 | 61 485                                                                                   |
| 31 maj 1953   | Lille OSC                                                                                | AS Nancy                                                                                 | 2–1                                                                                      | Colombes                                                                                 | 58 993                                                                                   |
| 23 maj 1954   | OGC Nice                                                                                 | Olympique de Marseille                                                                   | 2–1                                                                                      | Colombes                                                                                 | 56 803                                                                                   |
| 29 maj 1955   | Lille OSC                                                                                | Girondins de Bordeaux                                                                    | 5–2                                                                                      | Colombes                                                                                 | 49 411                                                                                   |
| 27 maj 1956   | CS Sedan                                                                                 | ES Troyes AC                                                                             | 3–1                                                                                      | Colombes                                                                                 | 47 258                                                                                   |
| 26 maj 1957   | Toulouse FC                                                                              | SCO Angers                                                                               | 6–3                                                                                      | Colombes                                                                                 | 43 125                                                                                   |
| 18 maj 1958   | Stade de Reims                                                                           | Nîmes Olympique                                                                          | 3–1                                                                                      | Colombes                                                                                 | 56 523                                                                                   |
| 18 maj 1959   | Le Havre AC (Nivå 2)                                                                     | FC Sochaux                                                                               | 2–2 öt                                                                                   | Colombes                                                                                 | 36 655                                                                                   |
| 18 maj 1959   | Le Havre AC (Nivå 2)                                                                     | FC Sochaux                                                                               | 3–0 Omspel                                                                               | Colombes                                                                                 | 36 655                                                                                   |
| 15 maj 1960   | AS Monaco                                                                                | AS Saint-Étienne                                                                         | 4–2 öt                                                                                   | Colombes                                                                                 | 38 298                                                                                   |
| 7 maj 1961    | CS Sedan                                                                                 | Nîmes Olympique                                                                          | 3–1                                                                                      | Colombes                                                                                 | 39 070                                                                                   |
| 13 maj 1962   | AS Saint-Étienne                                                                         | AS Nancy                                                                                 | 1–0                                                                                      | Colombes                                                                                 | 30 654                                                                                   |
| 23 maj 1963   | AS Monaco                                                                                | Olympique Lyonnais                                                                       | 0–0 öt                                                                                   | Colombes                                                                                 | 32 923                                                                                   |
| 23 maj 1963   | AS Monaco                                                                                | Olympique Lyonnais                                                                       | 2–0 Omspel                                                                               | Colombes                                                                                 | 24 910                                                                                   |
| 10 maj 1964   | Olympique Lyonnais                                                                       | Girondins de Bordeaux                                                                    | 2–0                                                                                      | Colombes                                                                                 | 32 777                                                                                   |
| 26 maj 1965   | Stade Rennais                                                                            | CS Sedan                                                                                 | 2–2 öt                                                                                   | Parc des Princes                                                                         | 36 789                                                                                   |
| 26 maj 1965   | Stade Rennais                                                                            | CS Sedan                                                                                 | 3–1 Omspel                                                                               | Parc des Princes                                                                         | 26 792                                                                                   |
| 22 maj 1966   | RC Strasbourg                                                                            | FC Nantes                                                                                | 1–0                                                                                      | Parc des Princes                                                                         | 36 285                                                                                   |
| 21 maj 1967   | Olympique Lyonnais                                                                       | FC Sochaux                                                                               | 3–1                                                                                      | Parc des Princes                                                                         | 32 523                                                                                   |
| 12 maj 1968   | AS Saint-Étienne                                                                         | Girondins de Bordeaux                                                                    | 2–1                                                                                      | Colombes                                                                                 | 33 959                                                                                   |
| 18 maj 1969   | Olympique de Marseille                                                                   | Girondins de Bordeaux                                                                    | 2–0                                                                                      | Colombes                                                                                 | 39 460                                                                                   |
| 31 maj 1970   | AS Saint-Étienne                                                                         | FC Nantes                                                                                | 5–0                                                                                      | Colombes                                                                                 | 32 894                                                                                   |
| 20 juni 1971  | Stade Rennais                                                                            | Olympique Lyonnais                                                                       | 1–0                                                                                      | Colombes                                                                                 | 46 801                                                                                   |
| 4 juni 1972   | Olympique de Marseille                                                                   | SC Bastia                                                                                | 2–1                                                                                      | Parc des Princes                                                                         | 44 069                                                                                   |
| 17 juni 1973  | Olympique Lyonnais                                                                       | FC Nantes                                                                                | 2–1                                                                                      | Parc des Princes                                                                         | 45 734                                                                                   |
| 8 juni 1974   | AS Saint-Étienne                                                                         | AS Monaco                                                                                | 2–1                                                                                      | Parc des Princes                                                                         | 45 813                                                                                   |
| 14 juni 1975  | AS Saint-Étienne                                                                         | RC Lens                                                                                  | 2–0                                                                                      | Parc des Princes                                                                         | 44 725                                                                                   |
| 12 juni 1976  | Olympique de Marseille                                                                   | Olympique Lyonnais                                                                       | 2–0                                                                                      | Parc des Princes                                                                         | 45 661                                                                                   |
| 18 juni 1977  | AS Saint-Étienne                                                                         | Stade de Reims                                                                           | 2–1                                                                                      | Parc des Princes                                                                         | 45 454                                                                                   |
| 13 maj 1978   | AS Nancy                                                                                 | OGC Nice                                                                                 | 1–0                                                                                      | Parc des Princes                                                                         | 45 998                                                                                   |
| 16 juni 1979  | FC Nantes                                                                                | AJ Auxerre(Nivå 2)                                                                       | 4–1 öt                                                                                   | Parc des Princes                                                                         | 46 070                                                                                   |
| 7 juni 1980   | AS Monaco                                                                                | US Orléans (Nivå 2)                                                                      | 3–1                                                                                      | Parc des Princes                                                                         | 46 136                                                                                   |
| 13 juni 1981  | SC Bastia                                                                                | AS Saint-Étienne                                                                         | 2–1                                                                                      | Parc des Princes                                                                         | 46 155                                                                                   |
| 15 maj 1982   | Paris SG                                                                                 | AS Saint-Étienne                                                                         | 2–2 öt 6–5 Straffar                                                                      | Parc des Princes                                                                         | 46 160                                                                                   |
| 11 juni 1983  | Paris SG                                                                                 | FC Nantes                                                                                | 3–2                                                                                      | Parc des Princes                                                                         | 46 203                                                                                   |
| 11 maj 1984   | FC Metz                                                                                  | AS Monaco                                                                                | 2–0 öt                                                                                   | Parc des Princes                                                                         | 45 384                                                                                   |
| 8 juni 1985   | AS Monaco                                                                                | Paris SG                                                                                 | 1–0                                                                                      | Parc des Princes                                                                         | 45 711                                                                                   |
| 30 april 1986 | Girondins de Bordeaux                                                                    | Olympique de Marseille                                                                   | 2–1 öt                                                                                   | Parc des Princes                                                                         | 45 429                                                                                   |
| 10 juni 1987  | Girondins de Bordeaux                                                                    | Olympique de Marseille                                                                   | 2–0                                                                                      | Parc des Princes                                                                         | 45 145                                                                                   |
| 11 juni 1988  | FC Metz                                                                                  | FC Sochaux                                                                               | 1–1 öt 5–4 Straffar                                                                      | Parc des Princes                                                                         | 44 531                                                                                   |
| 10 juni 1989  | Olympique de Marseille                                                                   | AS Monaco                                                                                | 4–3                                                                                      | Parc des Princes                                                                         | 44 448                                                                                   |
| 2 juni 1990   | Montpellier Hérault SC                                                                   | RC Paris                                                                                 | 2–1 öt                                                                                   | Parc des Princes                                                                         | 44 067                                                                                   |
| 8 juni 1991   | AS Monaco                                                                                | Olympique de Marseille                                                                   | 1–0                                                                                      | Parc des Princes                                                                         | 44 123                                                                                   |
| 1992          | Katastrofen på Furiani Stadium i Bastia den 5 maj, 1992 innebar slutet på årets tävling. | Katastrofen på Furiani Stadium i Bastia den 5 maj, 1992 innebar slutet på årets tävling. | Katastrofen på Furiani Stadium i Bastia den 5 maj, 1992 innebar slutet på årets tävling. | Katastrofen på Furiani Stadium i Bastia den 5 maj, 1992 innebar slutet på årets tävling. | Katastrofen på Furiani Stadium i Bastia den 5 maj, 1992 innebar slutet på årets tävling. |
| 12 juni 1993  | Paris SG                                                                                 | FC Nantes                                                                                | 3–0                                                                                      | Parc des Princes                                                                         | 48 789                                                                                   |
| 14 maj 1994   | AJ Auxerre                                                                               | Montpellier HSC                                                                          | 3–0                                                                                      | Parc des Princes                                                                         | 45 189                                                                                   |
| 13 maj 1995   | Paris SG                                                                                 | RC Strasbourg                                                                            | 1–0                                                                                      | Parc des Princes                                                                         | 46 698                                                                                   |
| 4 maj 1996    | AJ Auxerre                                                                               | Nîmes Olympique (Nivå 3)                                                                 | 2–1                                                                                      | Parc des Princes                                                                         | 44 921                                                                                   |
| 10 maj 1997   | OGC Nice                                                                                 | En Avant de Guingamp                                                                     | 1–1 öt 4–3 Straffar                                                                      | Parc des Princes                                                                         | 44 131                                                                                   |
| 2 maj 1998    | Paris SG                                                                                 | RC Lens                                                                                  | 2–1                                                                                      | Stade de France                                                                          | 78 265                                                                                   |
| 15 maj 1999   | FC Nantes                                                                                | CS Sedan (Nivå 2)                                                                        | 1–0                                                                                      | Stade de France                                                                          | 78 586                                                                                   |
| 7 maj 2000    | FC Nantes                                                                                | Calais RUFC (Nivå 4)                                                                     | 2–1                                                                                      | Stade de France                                                                          | 78 717                                                                                   |
| 26 maj 2001   | RC Strasbourg                                                                            | Amiens SC (Level 2)                                                                      | 0–0 öt 5–4 Straffar                                                                      | Stade de France                                                                          | 78 641                                                                                   |
| 11 maj 2002   | FC Lorient                                                                               | SC Bastia                                                                                | 1–0                                                                                      | Stade de France                                                                          | 66 215                                                                                   |
| 31 maj 2003   | AJ Auxerre                                                                               | Paris SG                                                                                 | 2–1                                                                                      | Stade de France                                                                          | 78 316                                                                                   |
| 29 maj 2004   | Paris SG                                                                                 | LB Châteauroux (Nivå 2)                                                                  | 1–0                                                                                      | Stade de France                                                                          | 78 357                                                                                   |
| 4 juni 2005   | AJ Auxerre                                                                               | CS Sedan                                                                                 | 2–1                                                                                      | Stade de France                                                                          | 78 721                                                                                   |
| 29 april 2006 | Paris Saint-Germain                                                                      | Olympique de Marseille                                                                   | 2–1                                                                                      | Stade de France                                                                          | 79 797                                                                                   |
| 12 maj 2007   | FC Sochaux                                                                               | Olympique de Marseille                                                                   | 2–2 öt 5–4 straffar                                                                      | Stade de France                                                                          | 79 850                                                                                   |
| 24 maj 2008   | Olympique Lyonnais                                                                       | Paris Saint-Germain                                                                      | 1–0                                                                                      | Stade de France                                                                          | 79 204                                                                                   |
| 9 maj 2009    | EA Guingamp                                                                              | Stade Rennais FC                                                                         | 2–1                                                                                      | Stade de France                                                                          | 80 056                                                                                   |
| 1 maj 2010    | Paris Saint-Germain                                                                      | Monaco                                                                                   | 1–0 öt                                                                                   | Stade de France                                                                          | 74 000                                                                                   |
| 14 maj 2011   | Lille OSC                                                                                | Paris Saint-Germain                                                                      | 1–0                                                                                      | Stade de France                                                                          | 79 000                                                                                   |
| 28 april 2012 | Lyon                                                                                     | Quevilly (Nivå 3)                                                                        | 1–0                                                                                      | Stade de France                                                                          | 76 293                                                                                   |
| 31 maj 2013   | Girondins de Bordeaux                                                                    | Evian TG                                                                                 | 3–2                                                                                      | Stade de France                                                                          | 77 000                                                                                   |
| 3 maj 2014    | En Avant de Guingamp                                                                     | Stade Rennais                                                                            | 2–0                                                                                      | Stade de France                                                                          | 80 000                                                                                   |
| 30 maj 2015   | Paris Saint-Germain                                                                      | Auxerre                                                                                  | 1–0                                                                                      | Stade de France                                                                          | 80 000                                                                                   |
| 21 maj 2016   | Paris Saint-Germain                                                                      | Marseille                                                                                | 4–2                                                                                      | Stade de France                                                                          | 78 179                                                                                   |
| 27 maj 2017   | Paris Saint-Germain                                                                      | SCO Angers                                                                               | 1–0                                                                                      | Stade de France                                                                          | 78 000                                                                                   |
| 8 maj 2018    | Paris Saint-Germain                                                                      | Les Herbiers (Nivå 3)                                                                    | 2–0                                                                                      | Stade de France                                                                          | 73 772                                                                                   |
| 27 april 2019 | Stade Rennais                                                                            | Paris Saint-Germain                                                                      | 2–2 öt 6–5 straffar                                                                      | Stade de France                                                                          |                                                                                          |

## Antal vinster per lag
| Klubb                    | Vinnare | Vinnande år                                                                        |
| ------------------------ | ------- | ---------------------------------------------------------------------------------- |
| Paris Saint-Germain FC   | 14      | 1982, 1983, 1993, 1995, 1998, 2004, 2006, 2010, 2015, 2016, 2017, 2018, 2020, 2021 |
| Olympique de Marseille   | 10      | 1924, 1926, 1927, 1935, 1938, 1943, 1969, 1972, 1976, 1989                         |
| AS Saint-Étienne         | 6       | 1962, 1968, 1970, 1974, 1975, 1977                                                 |
| Lille OSC                | 6       | 1946, 1947, 1948, 1953, 1955, 2011                                                 |
| AS Monaco FC             | 5       | 1960, 1963, 1980, 1985, 1991                                                       |
| Racing Club de Paris     | 5       | 1936, 1939, 1940, 1945, 1949                                                       |
| Red Star FC              | 5       | 1921, 1922, 1923, 1928, 1942                                                       |
| Olympique Lyonnais       | 5       | 1964, 1967, 1973, 2008, 2012                                                       |
| AJ Auxerre               | 4       | 1994, 1996, 2003, 2005                                                             |
| FC Girondins de Bordeaux | 4       | 1941, 1986, 1987, 2013                                                             |
| FC Nantes Atlantique     | 3       | 1979, 1999, 2000                                                                   |
| OGC Nice                 | 3       | 1952, 1954, 1997                                                                   |
| RC Strasbourg            | 3       | 1951, 1966, 2001                                                                   |
| Stade Rennais FC         | 3       | 1965, 1971, 2019                                                                   |
| Stade de Reims           | 2       | 1950, 1958                                                                         |
| FC Sète                  | 2       | 1930, 1934                                                                         |
| FC Sochaux-Montbéliard   | 2       | 1937, 2007                                                                         |
| Montpellier HSC          | 2       | 1929, 1990                                                                         |
| FC Metz                  | 2       | 1984, 1988                                                                         |
| CS Sedan                 | 2       | 1956, 1961                                                                         |
| CASG Paris               | 2       | 1919, 1925                                                                         |
| En Avant de Guingamp     | 2       | 2009, 2014                                                                         |
| Olympique de Paris       | 1       | 1918                                                                               |
| CA Paris-Charenton       | 1       | 1920                                                                               |
| Club Français            | 1       | 1931                                                                               |
| AS Cannes                | 1       | 1932                                                                               |
| Excelsior AC Roubaix     | 1       | 1933                                                                               |
| Girondins                | 1       | 1941                                                                               |
| ÉF Nancy-Lorraine        | 1       | 1944                                                                               |
| Toulouse FC              | 1       | 1957                                                                               |
| Le Havre AC              | 1       | 1959                                                                               |
| AS Nancy Lorraine        | 1       | 1978                                                                               |
| SC Bastia                | 1       | 1981                                                                               |
| FC Lorient               | 1       | 2002                                                                               |

### Fotnoter
1. ↑  ”French find recipe for success” (på engelska). UEFA. 1 februari 2015. http://www.uefa.org/member-associations/association=fra/news/newsid=945183.html. Läst 27 maj 2017.